# Сафоновський район
Сафоновський район (муніципальне утворення «Сафоновський район») (рос. Сафоновский район) — адміністративно-територіальна одиниця в складі Смоленської області Росії. Районний центр — місто Сафоново (обласного підпорядкування, 47 200 жителів).

## Географія
Район розташований в центральній частині Смоленської області. На півночі район межує з Холм-Жирковським, на сході — c Вяземським, на півдні — з Дорогобузьким і на заході з Ярцевським районами. Площа району становить 2 217,8 км².

## Населення
Населення 61 490 осіб (на 01.01.2008), в тому числі 49 294 — міське населення (80%), 12 196 — сільське (20%). Середня щільність населення 27,7 чол. на 1 км². На території району знаходяться два міські поселення (місто Сафоново і селище міського типу Іздешково); 236 сільських населених пунктів (в т ч 23 — без постійного населення).
Відтворення населення (на 1000 чол, 1997 р..): Народжуваність — 7,0, смертність — 18,0, природний спад — −11,0. Чисельність зайнятих в економіці району — 22,0 тис. чол. (1997 р.). Структура зайнятих (%, 1997 р.): Промисловість — 38,2, сільське господарство — 13,7, будівництво — 5,2, невиробнича сфера — 28,9.

## Адміністративний поділ
Район складається з 18 муніципальних утворень:
| Муніципальне утворення                  | Чисельність населення, чол. | Площа, км ² | Адміністративний центр |
| --------------------------------------- | --------------------------- | ----------- | ---------------------- |
| Сафонівське міське поселення            | 47,200 тис.                 | 29,58       | Місто Сафоново         |
| Іздешковське міське поселення           | 2,094 тис.                  | 8,38        | Селище Іздешково       |
| Баранівське сільське поселення          | 1,136 тис.                  | 99,84       | Село Бараново          |
| Беленінське сільське поселення          | 0,827 тис.                  | 112         | Село Беленіно          |
| Богдановщинське сільське поселення      | 0,509 тис.                  | 182,5       | Село Богдановщина      |
| Вадінське сільське поселення            | 1,340 тис.                  | 140,5       | Селище Вадіно          |
| Василівське сільське поселення          | 0,428 тис.                  | 178,9       | Село Василівське       |
| Вишегорське сільське поселення          | 1,086 тис.                  | 82,65       | Село Вишегор           |
| Дроздовське сільське поселення          | 0,537 тис.                  | 83,92       | Село Дроздово          |
| Дуровське сільське поселення            | 0,628 тис.                  | 90,63       | Село Дурово            |
| Зимницьке сільське поселення            | 0,865 тис.                  | 187,4       | Село Зимниця           |
| Ігнатковське сільське поселення         | 0,489 тис.                  | 228,1       | Село Ігнатково         |
| Казулінське сільське поселення          | 0,740 тис.                  | 169         | Село Казуліно          |
| Ніколо-Погорілівське сільське поселення | 0,593 тис.                  | 103         | Село Ніколо-Погоріле   |
| Прудковське сільське поселення          | 0,860 тис.                  | 124,4       | Село Прудки            |
| Пушкінське сільське поселення           | 0,655 тис.                  | 113,84      | Село Пушкіно           |
| Рибковське сільське поселення           | 0,901 тис.                  | 88,3        | Село Рибки             |
| Старосільське сільське поселення        | 0,602 тис.                  | 235,5       | Село Старе Село        |

## Історія
Сафоновський район утворений у 1929 р. на території колишніх Дорогобузького і Більського повітів Смоленської губернії.

## Природа

### Рельєф
Рельєф району піднятий. Західну частину займає Сафонівсько-Холм-Жирковська височина з абсолютними висотами 210–220 м, що являє собою пологохвилясту моренну рівнину, місцями заболочену. На сході в межі району заходить своїм західним схилом Вяземська височина, представлена плоскою і слабохвилястою зандровою рівниною з висотами до 240 м. У північно-східній частині району (в долині річки Вязьма) виділяються окремі великі пагорби і ланцюжки гряд.

### Водойми
Між височинами з півночі на південь тече річка Дніпро, зі схилів в нього впадають дрібніші притоки (Вопець, Осьма, Вязьма та інші).

### Геологія
Потужність четвертинних відкладень від кількох до 100 м. Вони представлені різними моренами, піщано-гравійним матеріалом, глинами, торфом, а на високих ділянках поверхні поширені лесовидні суглинки. Підстіляються кам'яновугільними відкладеннями: вапняками, глинами, пісками, що містять прошарок бурого вугілля.
Корисні копалини: тугоплавкі, легкоплавкі та вогнетривкі глини (Сафонівське родовище), вапняки (Іздешківське родовище), буре вугілля (Сафонівського родовище Підмосковного буровугільного басейну, в наш час[коли?] видобуток припинено), торф. Найбільший торфовище — Голубєв Мох в заплаві річки Диму).
Переважають ґрунти дерново-середньопідзолисті в поєднанні зі слабо-і сильнопідзолистими на лесовидних суглинках.

### Флора та фауна
Лісистість району — 41,7%, запаси деревини — 14,85 млн м³ (1998 р.). Корінні широколистяні ліси (дуб, ясен, клен) майже повністю зведені. На вододілах в північній частині району ростуть ялинові і березово-осикові ліси. На піщаних терасах Дніпра поширена сосна, по долинах річок — лучні трави, чагарники, місцями болотна рослинність. Зустрічаються лось, кабан, бобер, лисиця, заєць білий, з птахів — перепел, кречет та інші. У межах району 16 охоронюваних пам'яток природи (з них 5 — гідрологічні, 6 — ботанічні, 5 — комплексні).

## Уродженці
У Сафоновському районі народилися:
- Радянські воєначальники: Счотчиков Г. С., Тухачевський М. М.
- Герої Радянського Союзу: Білюкін О. Д., Борисов О. М., Вікторенко В. Й., Дьомкін О. С., Коряков В. М., Мілашенков С. В., Самойлов І. М., Трофимов А. Т., Філіппов Г. А.

## Релігія
Територія Сафоновського району відноситься до Сафоновського благочинницькиого округу Смоленсько-Калінінградської єпархії Російської православної церкви. Є дві парафії: Володимирська церква (Сафоново) і в селі Вадіно.

## Господарство

### Промисловість
На район припадає 4,2% промислового виробництва Смоленської області (1997 р.). Переважна більшість промислових підприємств розміщується у місті Сафоново. За межами міста знаходяться льонозаводи в селі Вишегор і смт Іздешково. У Іздешкові також є вапняний завод, хлібозавод та інші.
Структура промисловості району характеризується наявністю таких галузей, як машинобудування і металообробка, хімічна, харчова промисловості, виробництво будівельних матеріалів і будівельних конструкцій, легка промисловість. Провідною галуззю є машинобудування, приладобудування і металообробка, основні види продукції — великі електромашини, генератори змінного струму, кранові електродвигуни, прилади засобів автоматизації та геофізичні прилади. Найважливіші промислові об'єкти: ФГУП ВО «Авангард», ВАТ «Теплоконтроль», ВАТ «Сафонівський електромашинобудівний завод», ФГУП Сафонівський завод «Гідрометприлад», СП «Компітал», ВАТ «Поліпласт».

### Сільське господарство
На Сафоновський район припадає 5,4% сільськогосподарського виробництва Смоленської області (1997). Галузі аграрної спеціалізації району — молочно-м'ясне тваринництво, зернове господарство, льонарство і картоплярство. Середньорічна площа посівів (тис. га; 1993–1997): зернові — 25,10, картопля — 2,80, овочі — 0,41, льон — 1,05. Середньорічний збір (тис. т; 1993–1997 рр..): Зерно — 31,92, картопля — 40,92, овочі — 8,62, льоноволокно — 0,38. Поголів'я (тис., 1998): велика рогата худоба — 21,3 (в т ч корови — 10,1 ..), свині — 8,4, вівці і кози — 3,8. Виробництво (тис. т, 1997.): м'ясо — 3,9, молоко — 25,9, яйця — 6,4 млн шт.

### Транспорт і зв'язок
Найбільш насичена транспортними шляхами південна частина району, по території якого зі сходу на захід проходить залізниця Москва-Мінськ і паралельно їй автомагістраль. Крім того, з півдня на північ району — залізнична гілка станція Дурово — Володимирський глухий кут, а на південь — залізнична гілка Сафоново — Дорогобуж. Важливе значення для місцевого сполучення мають автомобільні дороги: Сафоново — Дорогобуж, Єльня — Рославль і місцеве шосе на смт Холм-Жирковський. Показники розвитку транспорту і зв'язку району (на кінець 1997): протяжність автомобільних доріг з твердим покриттям (без федеральних доріг) — 386 км; автомобільний парк — 6,8 тис. Число домашніх телефонних апаратів (в тис. шт.) — 12,4, в тому числі у сільській місцевості — 1,1.

## Охорона здоров'я та соціальна сфера
В кінці 1997 фонд лікарняних ліжок в районі склав 830 одиниць. Кількість лікарів усіх спеціальностей 229 осіб, середнього медичного персоналу 675 осіб.
Соціально-культурний комплекс Сафоновського району представлений (на кінець 1997 р.) 31 державною загальноосвітньою школою, 26 постійними дошкільними установами, 24 клубними установами (5 748 місць), 27 масовими бібліотеками (загальний книжковий фонд 420,6 тис. екз.), підприємствами з обслуговування населення та ін.